# Анверса-дельи-Абруцци
Анверса-дельи-Абруцци (итал. Anversa degli Abruzzi) — коммуна в Италии, располагается в области Абруццо, в провинции Л’Акуила.
Население составляет 402 человека (2008 г.), плотность населения составляет 13 чел./км². Занимает площадь 32 км². Почтовый индекс — 67030. Телефонный код — 0864.
Покровителем коммуны почитается святой Марцелл, папа Римский, празднование 16 января.

## Демография
Динамика населения:

## Администрация коммуны
- Официальный сайт: https://web.archive.org/web/20090401065519/http://www.comune.anversa.aq.it/